# Колычевка (Курская область)
Колычевка — деревня в Кореневском районе Курской области. Входит в состав Толпинского сельсовета.

## География
Деревня находится на реке Толпинка (приток Сейма), в 98 км к юго-западу от Курска, в 3 км к северо-западу от районного центра — посёлка городского типа Коренево, в 3 км от центра сельсовета — села Толпино.
Климат
Колычевка, как и весь район, расположена в поясе умеренно континентального климата с тёплым летом и относительно тёплой зимой (Dfb в классификации Кёппена).

## Население
| 2002 | 2010 |
| ---- | ---- |
| 179  | ↘171 |

## Инфраструктура
Личное подсобное хозяйство. В деревне 76 домов.

## Транспорт
Колычевка находится в 16,5 км от автодороги регионального значения 38К-017 (Курск — Льгов — Рыльск — граница с Украиной), на автодороге 38К-030 (Рыльск — Коренево — Суджа), в 1 км от автодороги межмуниципального значения 38Н-567 (38К-030 — Нижняя Груня с подъездом к Гавриловка), в 16 км от автодороги 38Н-040 (Марьино — Верхняя Груня), в 2,5 км от ближайшего ж/д остановочного пункта 358 км (линии: 322 км — Льгов I, 358 км — Рыльск). Остановка общественного транспорта.
В 149 км от аэропорта имени В. Г. Шухова (недалеко от Белгорода).